# Live !
Pour les articles homonymes, voir Live!.
Pour plus de détails, voir Fiche technique et Distribution.
Live ! (Live!) est un film américain écrit et réalisé par Bill Guttentag sorti en 2007.

## Synopsis
Afin de faire remonter les audiences catastrophiques de la chaine américaine ABN, Katy (Eva Mendes) est nommée en tant que productrice d'émissions de télé-réalité. À la recherche d'un concept révolutionnaire, elle se penche très vite sur le principe aussi simple que terrifiant de la roulette russe. Le concept dont elle rêve ? Un revolver, une balle, six candidats. Pour les cinq chanceux qui ne se feront pas sauter la cervelle, ce sera un chèque de cinq millions de dollars, pour la famille du mort, rien. Mais l'installation d'une telle émission n'est pas de tout repos : associations religieuses, bonnes mœurs... les obstacles sont nombreux. Mais Katy est plus que jamais déterminée à laisser une trace dans l'histoire de la télévision.
Parmi les candidats, Byron (Rob Brown), un jeune écrivain ; Brad (Eric Lively), un fan des sports extrêmes ; Rick (Jeffrey Dean Morgan), un homme qui a croulé sous les factures médicales de son fils malade et qui essaye maintenant de conserver la ferme familiale ; Jewel (Katie Cassidy), une jeune femme qui rêve d'être sous les projecteurs d'Hollywood ; Abalone (Monet Mazur), un top modèle qui est devenue artiste performeuse, et enfin Pablo (Jay Hernandez), un jeune Mexicain gay immigré, prêt à tout pour aider sa famille.
L'émission Live ! réussit finalement à obtenir le feu vert de New York. La première candidate à passer est Jewel, suivie de Pablo : aucun des deux ne meurt. Vient le tour d'Abalone, mais avant de braquer le revolver sur sa tempe, elle fait une performance artistique terrifiant le public et l'animateur en pointant l'arme sur eux. La candidate survit, l'audience augmente. Le quatrième est Byron, mais l'arme est aussi chargée à blanc. Enfin, Brad se tire une balle et meurt. Choquée et pleine de remords, Katy ne se sent pas bien. Le corps est vite éloigné de la caméra et Rick est déclaré gagnant. Pendant la conférence de presse qui suit l'émission, un homme assassine Katy à l'aide d'une arme à feu. Le pays est sous le choc, le magazine Time consacre même une page entière à la mémoire de la jeune femme. Finalement, elle aura créé un concept révolutionnaire. Son émission Live ! est un succès. Une émission annuelle est programmée, animée par l'ancienne candidate Jewel. Le caméraman qui a suivi l'équipe durant tout le film travaille maintenant pour la chaîne ABN. Juste avant le générique de fin apparaît une photographie de Katy, avec pour légende "In Memory of Katy Courbet", en guise d'hommage posthume.

## Fiche technique
- Titre original : Live !
- Réalisation et scénario : Bill Guttentag
- Musique : Phil Marshall
- Décors : Robert de Vico
- Costume : Dayna Pink
- Photographie : Stephen Kazmierski
- Montage : Jim Stewart
- Production : Alex Gartner, William Green, Charles Roven et Randy Sosin
  - Production déléguée : Cynthia H. Margulis
  - Production exécutive : Eva Mendes
- Sociétés de production : Atlas Entertainment, Mosaic Media Group
- Sociétés de distribution : Pretty Pictures (France)
- Pays de production :  États-Unis
- Langue originale : anglais
- Genre : comédie dramatique
- Durée : 92 minutes
- Date de sortie : 2007

## Distribution
- Eva Mendes (VFB : Sandrine Versele) : Katy Courbet
- David Krumholtz : Rex
- Eric Lively (VFB : Bruno Mullenaerts) : Brad
- Jeffrey Dean Morgan : Rick
- Katie Cassidy (VFB : Mélanie Dermont) : Jewel
- Rob Brown : Byron
- Jay Hernandez : Pablo
- Monet Mazur (VFB : Marie Van R) : Abalone
- Andre Braugher (VFB : Martin Spinhayer) : Don
- Beau Garrett : Krista
- 50 Cent : lui-même
- Paul Michael Glaser : le directeur de la chaîne

## Autour du film
- Bill Gutentag, le réalisateur du film, s'est inspiré d'histoires réelles qu'il avait entendues durant sa carrière. Il a ainsi déclaré que cela devenait « de plus en plus dur de faire une satire parce que la réalité frise la satire[1]. »
- Présenté en avant-première au Festival du film de TriBeCa le 28 avril 2007, il aura fallu attendre décembre 2009 pour que le film sorte sur le territoire américain, mais directement en DVD, contrairement à d'autres pays comme les Pays-Bas, la France et le Royaume-Uni où Live ! est sorti en salles.

## Nominations et récompenses
Live ! a été présenté en compétition au Festival du cinéma américain de Deauville 2007.